# Długorogie
Długorogie, nitkorogie (Nematocera) – podrząd muchówek (Diptera) charakteryzujących się wydłużonym ciałem, nitkowatymi – zwykle długimi – czułkami oraz 3–5-członowym głaszczkiem szczękowym. Znane są też jako muchówki długoczułkie, długoczułkie, długoczułkowe, długoczułkowce, długowąse, muchówki długowąse (Diptera longicera) i muchówki niższe. Grupę tę wyodrębnił wśród muchówek francuski zoolog Pierre-André Latreille nazywając ją Nemocera.
Jest to grupa owadów stosunkowo słabo poznana. Liczba opisanych na świecie gatunków według stanu wiedzy z 2004 roku przekroczyła 57 tysięcy, z czego w Polsce wykazano około 2200 gatunków. Szacuje się, że na terenie Polski może być nawet 3500 gatunków Nematocera.
W języku polskim nazwy zwyczajowe długoczułkie i długoczułkowe stosowane są również dla prostoskrzydłych z podrzędu Ensifera określanych jako prostoskrzydłe długoczułkowe lub długoczułkie.
Gatunki zaliczane do tego podrzędu grupowane są w infrarzędach:
- Axymyiomorpha
- Bibionomorpha
- Blephariceromorpha
- Culicomorpha
- Psychodomorpha
- Ptychopteromorpha
- Tipulomorpha